# Tour du Belvédère
La tour du Belvédère est une tour métallique construite en 1898, d'une vingtaine de mètres de haut, située sur les hauteurs de Mulhouse, à 333 mètres d'altitude sur les derniers contreforts du Jura alsacien.

## Description

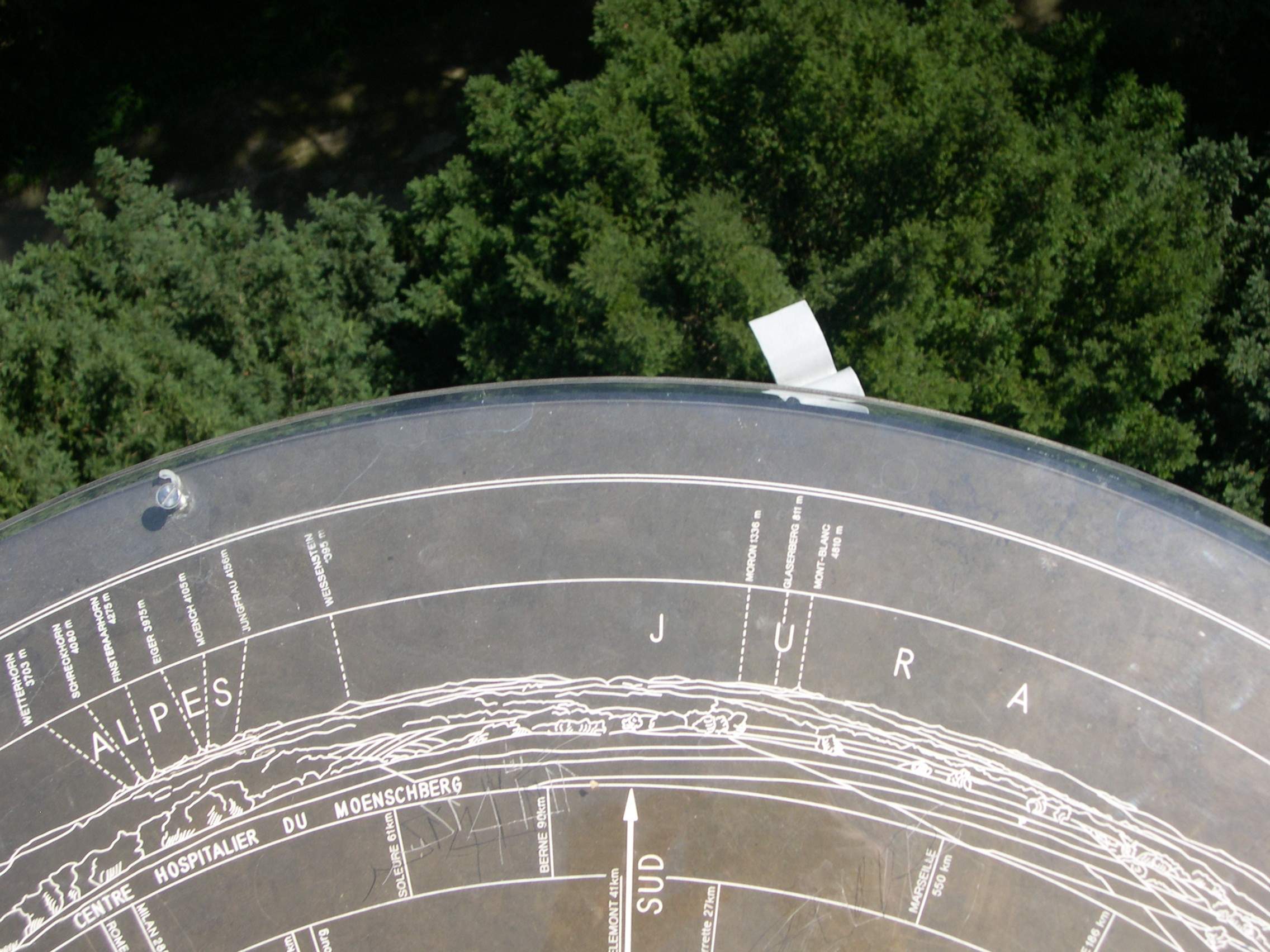
Table côté sud, direction du Mont Blanc.

Une table d'orientation, à 352 m d'altitude, permet d'identifier les divers points inscrits dans la partie sud de la plaine d'Alsace et les collines du Sundgau. Le point de vue permet de voir, en plaine, jusqu'à Colmar et Fribourg-en-Brisgau. Durant les deux guerres mondiales la tour a d'ailleurs servi de site d'observation pour l'artillerie.
Le site offre un panorama à 360° sur les massifs montagneux des Vosges, de la Forêt-Noire, du Jura et des Alpes bernoises. Dans les meilleures conditions météorologiques, plus fréquentes en hiver, il est possible de percevoir une vaste partie de la chaîne des Alpes suisses.
Mal entretenue, la tour fut fermée au public pour des raisons de sécurité entre 1997 et le 12 juin 2004, date à laquelle elle a été rouverte après une importante restauration.
Durant l'année 2022, un remplacement des plates-formes et marches en bois à occasionné une nouvelle fermeture au public. 
L'accès est redevenu possible dès la fin du mois d'août 2022.

Au pied de la tour, à l'Ouest se trouve un mémorial des anciens de Tambov ; et de l'autre côté de la tour s'étend un petit parc public tout en longueur, au milieu duquel passe le sentier du sommet, grâce auquel on peut se rendre vers l'émetteur du belvédère. 

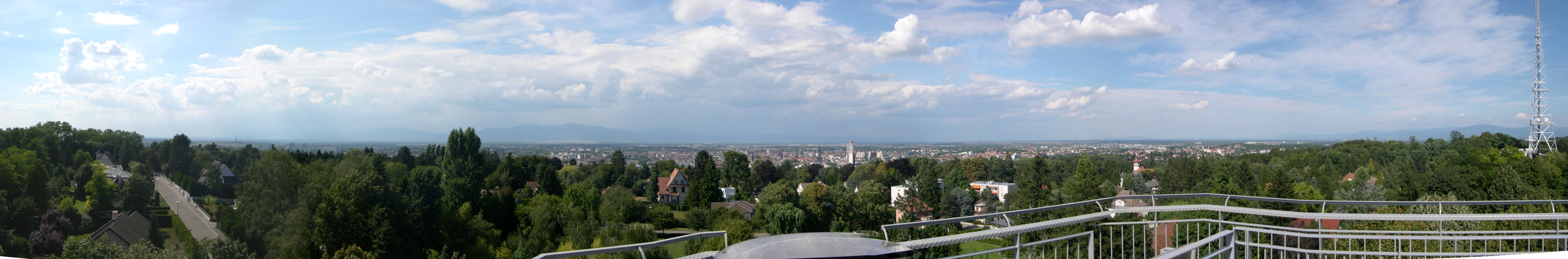
Vue panoramique (ouest-nord-est) de Mulhouse 68 et la région, depuis la plateforme, alt 352m, de la tour du Belvédère. (Vosges, à gauche, plaine d'Alsace et Forêt Noire, à droite).

## Liens
- Ressource relative à l'architecture :   - Structurae